# Нелетка кислота
Нелетка кислота (також відома як фіксована кислота або метаболічна кислота) — це кислота, що виробляється в організмі з джерел, відмінних від вуглекислого газу, і не виводиться легенями. Вони можуть утворюватися внаслідок неповного метаболізму вуглеводів, жирів та білків. Усі кислоти, що виробляються в організмі, є нелеткими, окрім вугільної кислоти, яка є єдиною леткою кислотою. Поширеними нелеткими кислотами у людини є молочна кислота, фосфорна кислота, сірчана кислота, ацетооцтова кислота та бета-гідроксимасляна кислота. Людина виробляє приблизно 1–1,5 ммоль іонів водню (H+) на кілограм на день. Більшість нелетких кислот виводиться нирками. Молочна кислота зазвичай повністю метаболізується організмом і тому не виводиться з нього.

## Реакції
Наступні реакції призводять до утворення нелетких кислот:
- окислення сірковмісних амінокислот:[2]
наприклад, метіонін або цистеїн → сечовина + CO₂ + H₂SO₄ → 2H+ + SO2−
4
- метаболізм фосфорвмісних сполук[2] → H³PO₄ → H+ + H
2PO−
4
- катіонне окислення амінокислот:[2]
наприклад, лізин або аргінін → сечовина + CO₂ + H₂O + H+
- Утворення неметаболізованих органічних кислот:[2]
HA → H+ + A −
- Неповний метаболізм вуглеводів, жирів та білків[2] → наприклад, молочна кислота або кетокислоти